# Anastasia Guerra

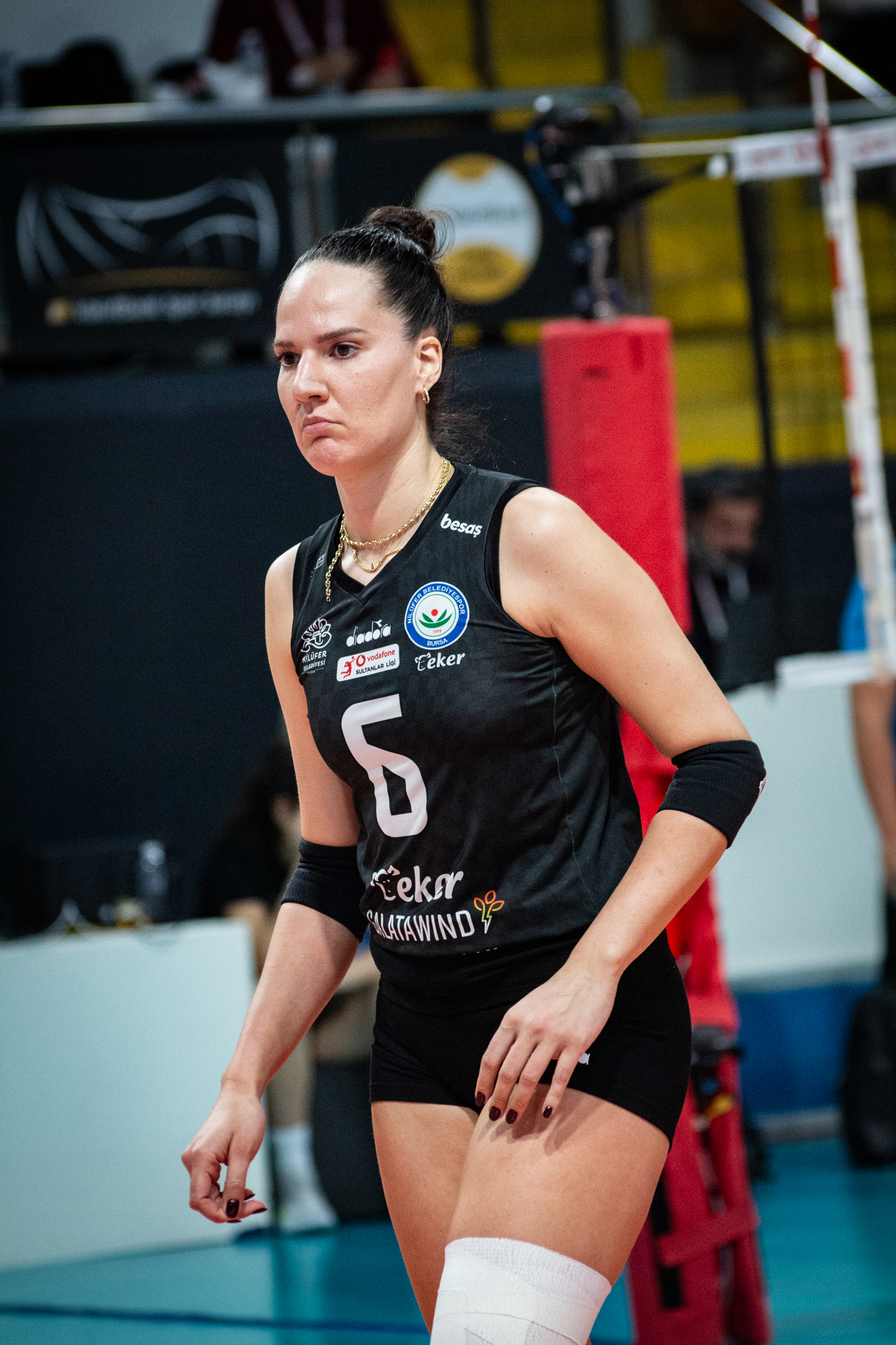
Anastasia Guerra zawodniczką Nilüfer Belediyespor

Anastasia Guerra (ur. 15 października 1996 w Castelfranco Veneto) – włoska siatkarka, grająca na pozycji przyjmującej. 

## Kariera klubowa
| Kariera juniorska | Kariera juniorska                 | Kariera juniorska         | Kariera juniorska | Kariera juniorska | Kariera juniorska | Kariera juniorska | Kariera juniorska | Kariera juniorska | Kariera juniorska | Kariera juniorska |
| ----------------- | --------------------------------- | ------------------------- | ----------------- | ----------------- | ----------------- | ----------------- | ----------------- | ----------------- | ----------------- | ----------------- |
| Sezon             | Klub                              | Klub                      |                   |                   |                   |                   |                   |                   |                   |                   |
| 2012/2013         | Bruel Bassano                     | Bruel Bassano             |                   |                   |                   |                   |                   |                   |                   |                   |
| 2013/2014         | Bruel Bassano                     | Bruel Bassano             |                   |                   |                   |                   |                   |                   |                   |                   |
| Kariera seniorska |                                   |                           |                   |                   |                   |                   |                   |                   |                   |                   |
| Sezon             | W klubie                          | Klub                      |                   |                   |                   |                   |                   |                   |                   |                   |
| 2014/2015         |                                   | Club Italia               |                   |                   |                   |                   |                   |                   |                   |                   |
| 2015/2016         |                                   | Club Italia               |                   |                   |                   |                   |                   |                   |                   |                   |
| 2016/2017         | Pomì Casalmaggiore                |                           |                   |                   |                   |                   |                   |                   |                   |                   |
| 2017/2018         | Pomì Casalmaggiore                |                           |                   |                   |                   |                   |                   |                   |                   |                   |
| 2018/2019         | Shanghai Bright Ubest             |                           |                   |                   |                   |                   |                   |                   |                   |                   |
| 2018/2019         | od 07.01.2019                     | ASPTT Mulhouse            |                   |                   |                   |                   |                   |                   |                   |                   |
| 2019/2020         |                                   | Reale Mutua Fenera Chieri |                   |                   |                   |                   |                   |                   |                   |                   |
| 2020/2021         | Il Bisonte Firenze                |                           |                   |                   |                   |                   |                   |                   |                   |                   |
| 2021/2022         | Bartoccini Fortinfissi Perugia    |                           |                   |                   |                   |                   |                   |                   |                   |                   |
| 2022/2023         | Bartoccini Fortinfissi Perugia    |                           |                   |                   |                   |                   |                   |                   |                   |                   |
| 2023/2024         | Muratpaşa Belediyesi Sigorta Shop |                           |                   |                   |                   |                   |                   |                   |                   |                   |
| 2024/2025         | do 02.12.2024                     | Numia Vero Volley Milano  |                   |                   |                   |                   |                   |                   |                   |                   |
| 2024/2025         | od 05.12.2024                     | Sarıyer Belediyesi SK     |                   |                   |                   |                   |                   |                   |                   |                   |
| 2024/2025         | do 28.01.2025                     | Sarıyer Belediyesi SK     |                   |                   |                   |                   |                   |                   |                   |                   |
| 2024/2025         | od 31.01.2025                     | Nilüfer Belediyespor      |                   |                   |                   |                   |                   |                   |                   |                   |

## Sukcesy klubowe
Klubowe Mistrzostwa Świata:
- 2016

## Sukcesy reprezentacyjne
Mistrzostwa Europy Kadetek:
- 2013[6]

Mistrzostwa Świata Juniorek:
- 2015

Grand Prix:
- 2017

Volley Masters Montreux:
- 2018

## Nagrody indywidualne
- 2013: MVP Mistrzostw Europy Kadetek[7]